# 安东·斯卢卡
安东·斯卢卡（1960年12月23日—），斯洛伐克男子田径运动员。他曾代表捷克斯洛伐克、斯洛伐克参加1992年、1996年、2000年和2004年夏季残疾人奥林匹克运动会田径比赛，获得一枚金牌和二枚银牌。